# Hayden Stevenson
Pour les articles homonymes, voir Stevenson.
Hayden Stevenson, né le 2 juillet 1877 à Georgetown (Kentucky) et mort le 31 janvier 1952 à Los Angeles (Californie), est un acteur américain.

## Biographie

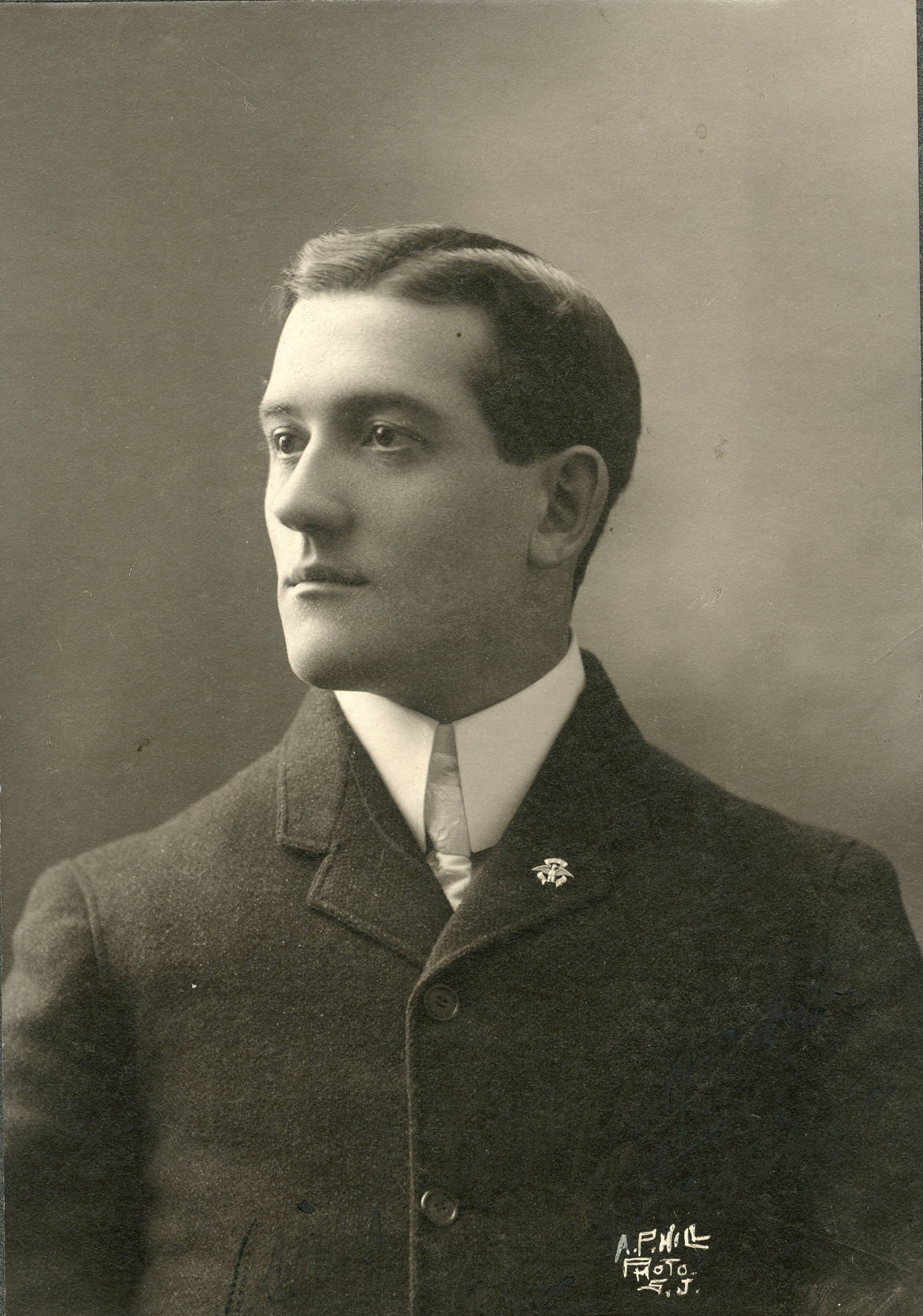
Photographié en 1904

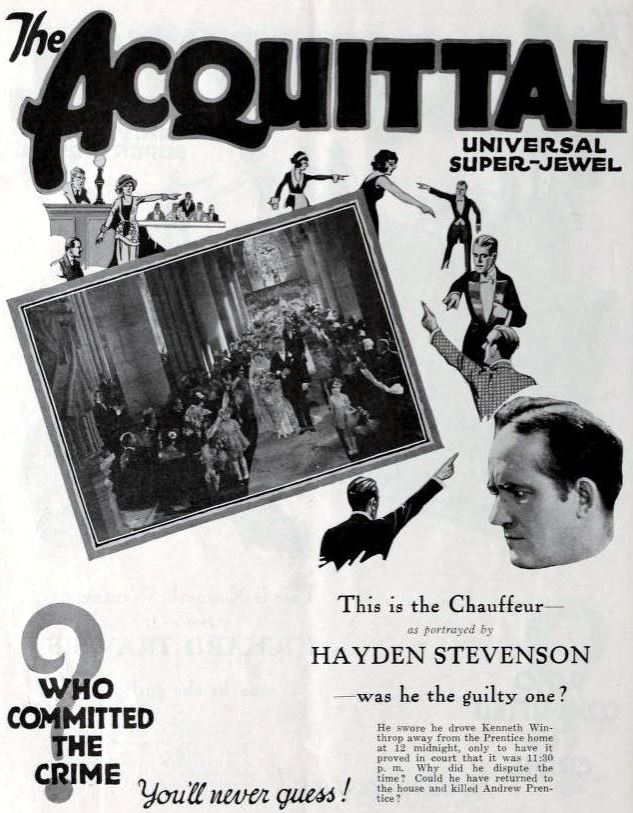
Le Coupable (1923) :
Poster promtionnel

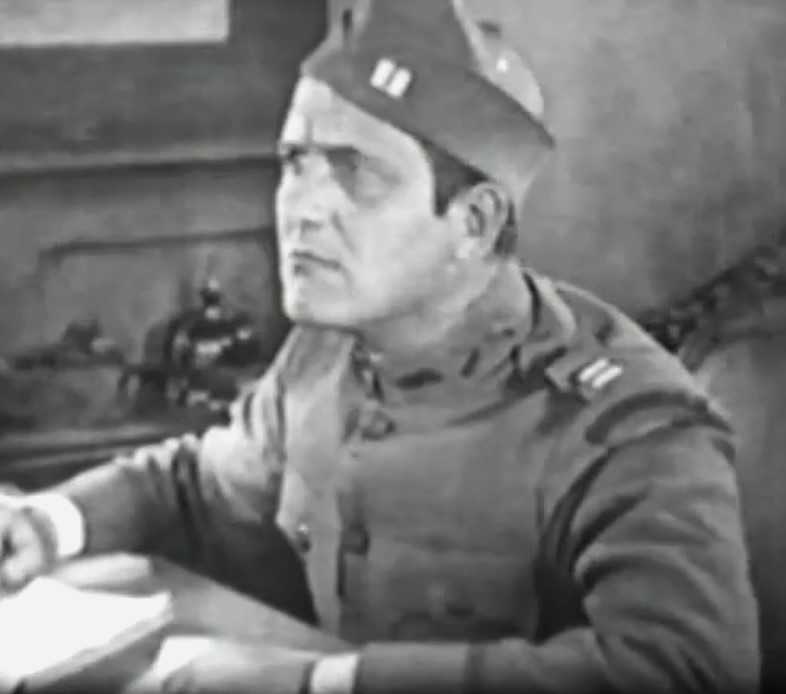
Dans Behind the Front (1926)

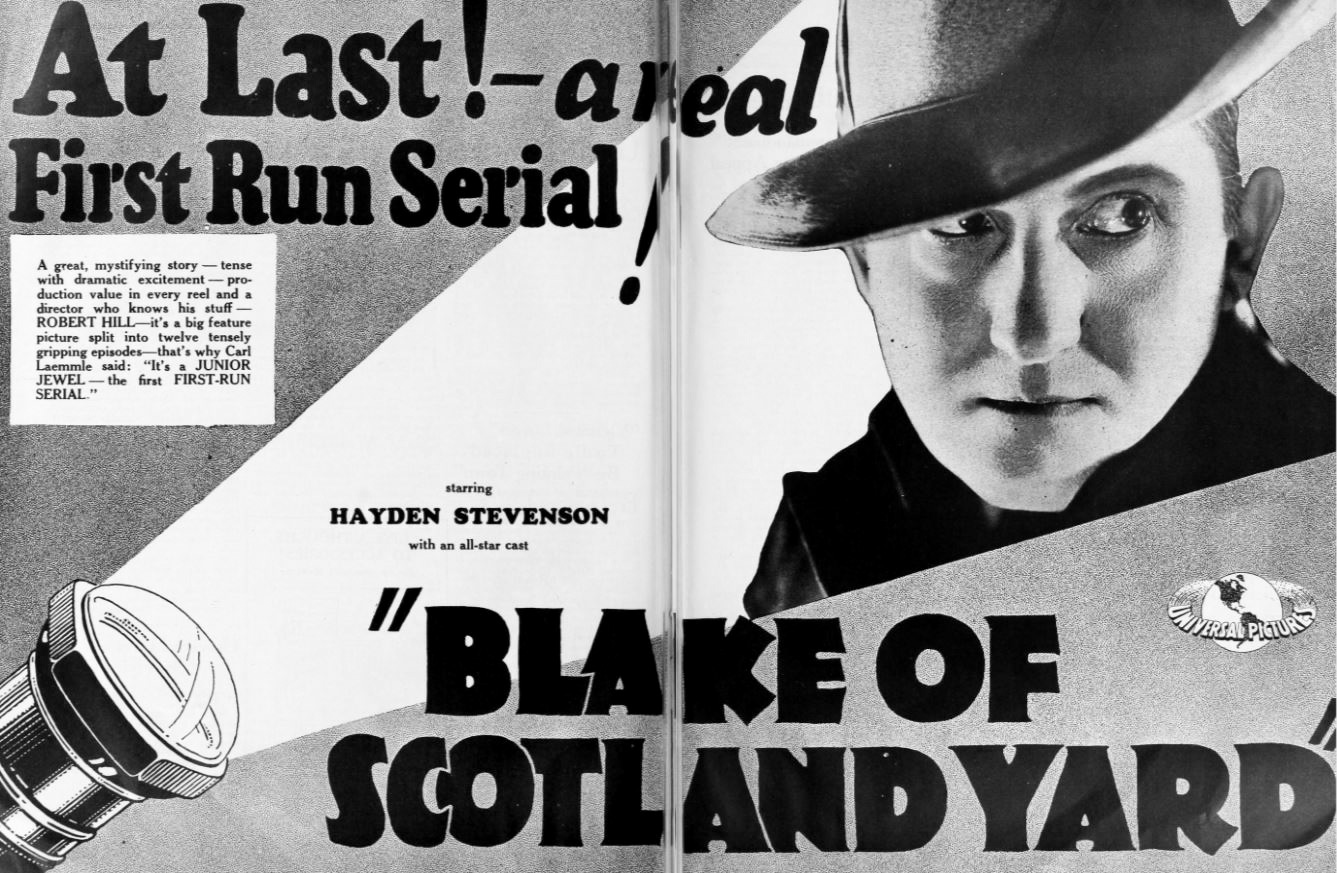
Blake of Scotland Yard (1927) :
Poster promtionnel

Débutant comme acteur de théâtre, Hayden Stevenson joue une fois à Broadway (New York) en 1918, dans The Copperhead d'Augustus E. Thomas, aux côtés de Lionel Barrymore et Chester Morris.
Au cinéma, principalement durant la période du muet, il contribue à cent-trente films américains, depuis The Great Divide (en) d'Edgar Lewis (1915, avec Ethel Clayton et House Peters) jusqu'à Les Naufrageurs des mers du Sud de Cecil B. DeMille (1942, avec John Wayne et Paulette Goddard).
Parmi ces films figurent des courts métrages, dont So This Is Paris d'Erle C. Kenton (1924, avec Jack Dempsey et Charles Reisner).
Mentionnons également Le Coupable de Clarence Brown (1923, avec Claire Windsor et Norman Kerry), L'honneur commande de George Melford (1928, avec Lewis Stone et Marceline Day), ou encore Le Démon sur la ville de Frank Lloyd (1937, avec Claudette Colbert et Fred MacMurray).
Hayden Stevenson meurt début 1952, à 74 ans.

## Théâtre à Broadway (intégrale)
- 1918 : The Copperhead d'Augustus E. Thomas : Dr Randall[1]

## Filmographie partielle

### Période du muet (1915-1928)
- 1915 : The Great Divide (en) d'Edgar Lewis : Phil Jordan
- 1916 : Where Love Leads (en) de Frank Griffin : Duke Canton
- 1922 : Determination (en) de Joseph Levering : Sport Smiler
- 1922 : The Lone Hand (en) de B. Reeves Eason : Buck
- 1923 : Trifling with Honor (en) d'Harry A. Pollard : Kelsey Lewis
- 1923 : Le Coupable (The Acquittal) de Clarence Brown : le chauffeur de taxi
- 1923 : Quand elles s'aiment (en) (The Abysmal Brute) d'Hobart Henley : Sam Stubener
- 1924 : Folle Jeunesse (The Reckless Age) d'Harry A. Pollard : Henry Trimmer
- 1924 : The Whispered Name (en) de King Baggot : Fred Galvin
- 1924 : So This Is Paris d'Erle C. Kenton (court métrage) : Society Sullivan
- 1924 : Dark Stairways (en) de Robert F. Hill : Frank Farnsworth
- 1924 : Pour l'amour de l'enfant (The Law Forbids) de Jess Robbins : l'avocat de la défense
- 1925 : Big Pal de John G. Adolfi : Tim Williams
- 1925 : Trop de femmes (en) (I'll Show You the Town) d'Harry A. Pollard : Martin Green
- 1925 : The Patent Leather Pug (en) d'Albert S. Rogell : rôle non spécifié
- 1926 : The Devil's Partner de Fred Becker : Amos Wilson
- 1926 : Behind the Front d'A. Edward Sutherland : Capitaine Bartlett-Cooper
- 1926 : The Whole Town's Talking (en) d'Edward Laemmle : Tom O'Brien
- 1927 : Le Fils de Kid Roberts (On Your Toes) de Fred C. Newmeyer : Jack Sullivan
- 1927 : Blake of Scotland Yard (en) de Robert F. Hill (serial) : Angus Blake
- 1927 : Man, Woman and Sin de Monta Bell : le journaliste du Star
- 1928 : À propos de bottes (en) (The Fourflusher) de Wesley Ruggles : rôle non spécifié
- 1928 : L'honneur commande (Freedom of the Press) de George Melford : Callahan
- 1928 : Premiers Baisers (en) (Red Lips) de Melville W. Brown : Pop Moultin

### Période du parlant (1929-1942)
- 1929 : Le Vainqueur du Grand Prix (en) (Silks and Saddles) de Robert F. Hill : l'entraîneur
- 1929 : The Diamond Master (en) de Jack Nelson (serial) : Mark Van Cortland Wynne
- 1929 : College Love (en) de Nat Ross : l'entraîneur Jones
- 1930 : Vengeance (en) (titre original) d'Archie Mayo : l'ambassadeur
- 1931 : The Lightning Warrior (en) de Benjamin H. Kline et Armand Schaefer (serial) : Carter (ch. 1)
- 1933 : Smoke Lightning (en) de David Howard : Kibitzer
- 1934 : One More River de James Whale : Barrister
- 1934 : De grandes espérances (en) (Great Expectations) de Stuart Walker : un détective
- 1935 : Aller et Retour (The Gilded Lady) de Wesley Ruggles : le photographe
- 1935 : A Notorious Gentleman (en) d'Edward Laemmle : Stevens
- 1935 : Aimez-moi toujours (Love Me Forever) de Victor Schertzinger : le souffleur
- 1936 : Federal Agent (en) de Sam Newfield : le chef du bureau
- 1936 : Woman Trap (en) d'Harold Young : le shérif
- 1937 : Le Démon sur la ville (Maid of Salem) de Frank Lloyd : le shérif-adjoint
- 1937 : La Vie facile (Easy Living) de Mitchell Leisen : le chauffeur
- 1938 : Les Bébés turbulents (Sing, You Sinners) de Wesley Ruggles : un garçon d'écurie
- 1939 : Les Maîtres de la mer (Rulers of the Sea) de Frank Lloyd : un officier
- 1939 : La Lumière qui s'éteint (The Light That Failed) de William A. Wellman : un correspondant de guerre
- 1941 : Magie musicale (en) (The Hard-Boiled Canary) d'Andrew L. Stone : le chauffeur
- 1941 : The Night of January 16th de William Clemens : le directeur de la Faulkner Corporation
- 1942 : Les Naufrageurs des mers du Sud (Reap the Wild Wind) de Cecil B. DeMille : un avocat

## Note et référence
1. ↑  Rôle (renommé Dr James) repris par Harry Bartlett dans l'adaptation au cinéma en 1920, sous le même titre original (titre français : Le Héros du silence).